# Buk u vodojemu
Buk u vodojemu je památný strom rostoucí ve Frýdlantě, městě na severu České republiky, ve Frýdlantském výběžku Libereckého kraje.

## Poloha a historie
Strom roste v severních částech města v těsném sousedství vodojemu v Březinově ulici. Jižně odtud se nachází historická Glückova vila, východně místní nemocnice a západním směrem leží železniční zastávka „Frýdlant v Čechách předměstí“ na trati číslo 039 vedoucí z Frýdlantu přes Nové Město pod Smrkem do Jindřichovic pod Smrkem. Severně od stromu teče řeka Řasnice. O prohlášení stromu za památný rozhodl městský úřad ve Frýdlantě, když 18. února 2005 vydal příslušný dokument, jenž 10. března 2005 nabyl své právní moci.

## Popis
Památný strom je buk lesní červenolistý (Fagus sylvatica 'Atropunicea'). Dosahuje výšky 27 metrů a obvod jeho kmene činí 422 centimetrů. Kolem něj je stanoveno ochranné pásmo, které má tvar kruhové úseče s desetimetrovým poloměrem. Ze severní a severovýchodní strany je toto území vymezeno levou břehovou čarou náhonu místních sádek.